# نادي سيدفيتا لكرة السلة
نادي سيدفيتا لكرة السلة (بالكرواتية: KK Cedevita Zagreb) هو فريق كرة سلة كرواتي للمحترفين تأسس في سنة 1991 يقع مقره في زغرب. ينافس في الدوري الكرواتي لكرة السلة الدرجة الأولى والدوري الأدرياتيكي وكأس أوروبا لكرة السلة.

## الإنجازات

### البطولات المحلية
الدوري الكرواتي لكرة السلة الدرجة الأولى
- الفوز (3): 2013–14، 2014–15، 2015–16
- الوصافة (2): 2010–11، 2011–12

### المنافسات الأوروبية
كأس أوروبا لكرة السلة
- نصف النهائي (1)

### المسابقات الإقليمية
الدوري الأدرياتيكي
- الوصافة (3): 2011–12، 2013–14، 2014–15

## أبرز اللاعبين
من أبرز اللاعبين الذين لعبوا معه:
- أيه جاي غايتن
- آدم هارينغتون
- ألان راي
- داليبور باجاريتش
- هنري ووكر
- جيمس وايت
- مارينو باجداريتش
- رامل برادلي
- روكو أكيتش
- فونتيجو كامينغز
- بريسي رايت
- كريس أوينز
- كورسلي إدواردز
- كورتيس ستينسون
- غاد شامغاد
- ماركيز غرين
- ميكائيل جلابل
- نيمانيا جورديتش
- ترينت بليستيد
- فلادو ليافسكي

## وصلات خارجية
- الموقع الرسمي